# Bibliothèque nationale suisse
La Bibliothèque nationale suisse (BN) (en suisse allemand Schweizerische Nationalbibliothek (NB), en italien Biblioteca nazionale svizzera (BN), en romanche Biblioteca naziunala svizra (BN) et en anglais Swiss National Library (NL)) fondée en 1895, rassemble les Helvetica, c'est-à-dire les ouvrages anciens et récents écrits dans toutes les langues ayant trait à la Suisse, œuvres et traductions d'auteurs nationaux (ou d'étrangers résidant depuis longtemps en Suisse) parues en Suisse ou ailleurs, enfin l'ensemble de la production suisse en matière d'imprimés. Elle collectionne également les cartes postales, les cartes géographiques, les portraits, les affiches et les partitions. Ses bureaux sont à Berne.
En 1928, l'Association des bibliothécaires suisses lui confia la tâche de tenir à jour le Catalogue collectif suisse, soit le catalogue des ouvrages étrangers en dépôt dans les principales bibliothèques de ce pays.
Le service du prêt, ouvert en 1900, est gratuit pour tous les utilisateurs. Toute personne qui est majeure et a un domicile fixe en Suisse peut s’inscrire. La Bibliothèque nationale suisse prête ses livres à domicile (à l’exception des livres précieux), en dehors de Berne par envoi postal.

## Chronologie
- 1894 : Le Conseil des États et le Conseil national donnent leur aval à la création d'une Bibliothèque nationale suisse[1],[2].
- 1895 : Mise en activité de la Bibliothèque nationale. Son premier siège est un appartement de quatre pièces à Berne[3].
- 1899-1900 : Déménagement dans de nouveaux locaux (l'actuel bâtiment des Archives fédérales) et ouverture des collections au public[4].
- 1901 : Le Bulletin bibliographique de la Bibliothèque nationale suisse, qui annonce les nouvelles acquisitions de la Bibliothèque nationale suisse, commence à paraître.
- 1911 : Promulgation de la loi fédérale sur la Bibliothèque nationale suisse.
- 1915 : Ne disposant pas d'un dépôt légal, la Bibliothèque nationale conclut une convention avec les éditeurs suisses. Cette convention lui assure le dépôt d'un exemplaire gratuit de chacune de leurs publications[4].
- 1928 : Création du Catalogue collectif suisse[4]. La même année, l'Assemblée fédérale adopte le financement d'un nouveau bâtiment abritant les œuvres de la BN, structure conçue par l'école Bauhaus et dont la construction débute en 1929 pour se terminer en 1931[4],[5].
- 1931 : Inauguration du siège actuel au Hallwylstrasse 15 à Berne le 31 octobre et emménagement de la Bibliothèque.
- 11 janvier 1991 : Inauguration des Archives littéraires suisses, créées à l'instigation de Friedrich Dürrenmatt[4].
- 1993 : Mise en fonction du nouveau catalogue de bibliothèque Helveticat, exploité avec le logiciel de gestion de bibliothèque VTLS[5].
- 1994 : Ouverture à l'accès public du catalogue automatisé de la bibliothèque, Helveticat.
- 1995 : La Bibliothèque nationale suisse prend part à la fondation de Memoriav, l'association pour la sauvegarde de la mémoire audiovisuelle suisse.
- 1996-1997 : Mise en ligne du Catalogue collectif des affiches suisses[4].
- 1997 : Inauguration du magasin Est, dont la construction a été initiée en 1993[5].
- 2000 : Inauguration du Centre Dürrenmatt Neuchâtel, un musée de la Bibliothèque nationale suisse.
- 2001 : Après des travaux de rénovation et d'agrandissement considérables, la Bibliothèque réintègre ses quartiers et inaugure ses nouveaux locaux, équipements et services[4].
- 2008 : La base de données d'archives en ligne HelveticArchives a été mise en ligne, rendant accessibles les collections des Archives littéraires suisses et du Cabinet des estampes. Le Répertoire sommaire des fonds manuscrits conservés dans les bibliothèques et archives de Suisse était également intégré.
- 2010 : Inauguration du magasin Ouest, bâtiment dont la construction a été mise en œuvre à partir de 2008[5].
- 2018 : Mise en service d'e-newspaperarchives.ch (en abrégé e-npa.ch), une plateforme pour la présentation de journaux suisses numérisés en libre accès.

## Statut
La BN est une des unités du Département fédéral de l'intérieur.

## Utilisation

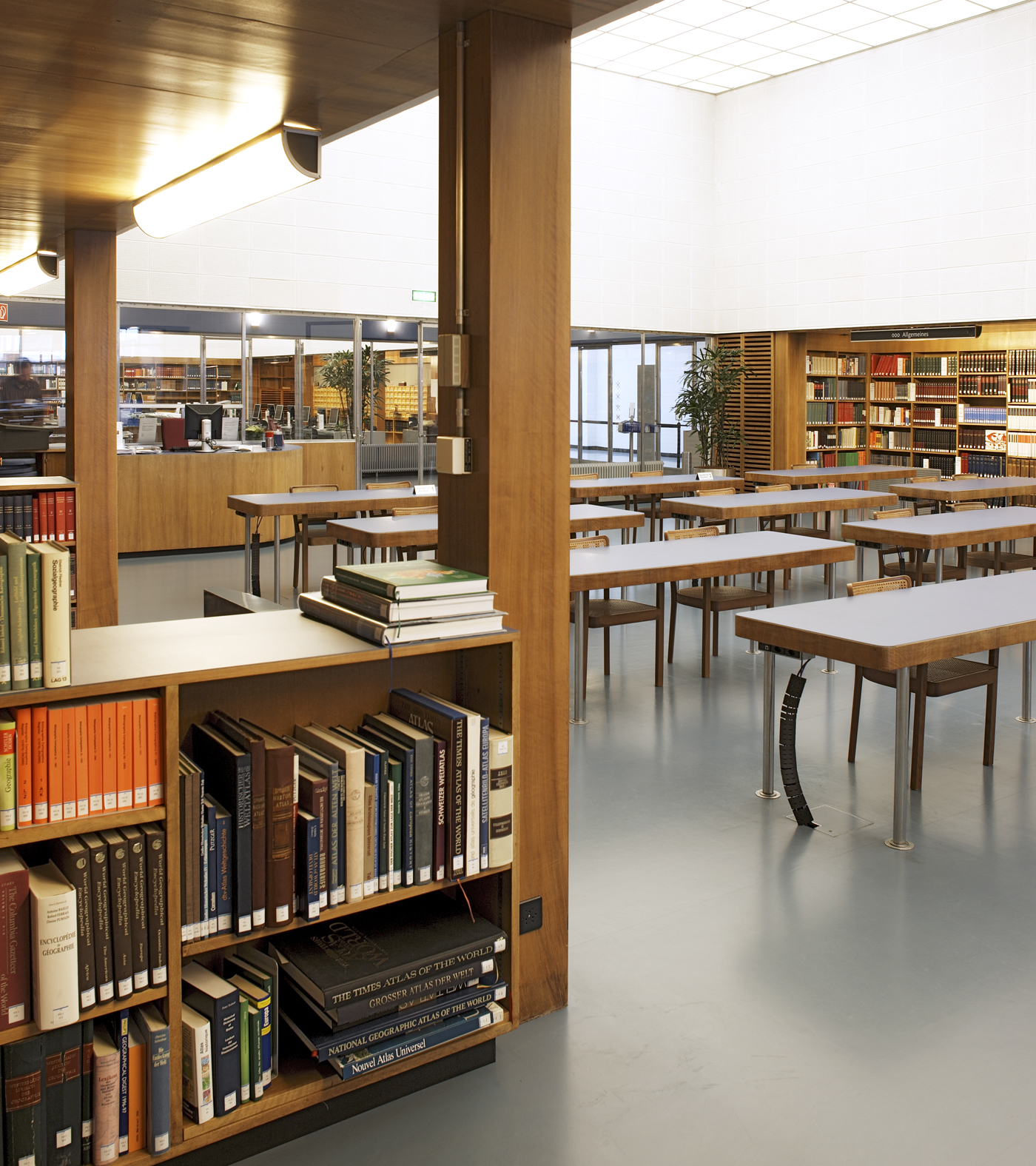
Salle de lecture principale

La Bibliothèque nationale suisse est un mélange entre une bibliothèque de prêt et une bibliothèque de consultation : Les documents qui sont très précieux ou qui ont paru il y a plus de 50 ans peuvent uniquement être consultés en salle de lecture.
Depuis 2003, la BN offre des services de recherche sous le nom SwissInfoDesk. Pour permettre à ses utilisateurs de faire des recherches eux-mêmes, elle a rédigé une liste de liens pertinents concernant la Suisse. Cette liste est tenue à jour et complétée régulièrement.
Depuis 2006 la BN donne sur son site des informations sur les bibliographies cantonales et régionales ainsi que sur les bibliographies spéciales et spécialisées de la Suisse.

## Plateforme numérique de la Bibliothèque nationale suisse

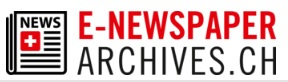
Logo de e-newspaperarchives.ch, la plateforme des journaux suisses numérisés.

e-newspaperarchives.ch (abrégé e-npa.ch) est une plateforme de présentation en libre accès des journaux suisses numérisés. Elle est exploitée par la BN. Pour numériser la presse suisse et enrichir cette collection, la BN collabore avec les bibliothèques suisses patrimoniales, les éditeurs et d'autres partenaires.
e-npa.ch succède à la plateforme Presse suisse en ligne, créée en 2011 par la BN et la Médiathèque Valais pour la mise en ligne du Confédéré numérisé. Cette réalisation répondait à une demande des institutions désireuses de numériser leurs journaux : mutualiser les moyens et mettre en place une infrastructure centrale de présentation et d'accès à la presse suisse numérisée. Rapidement, de nouveaux partenaires cantonaux ont intégré leurs collections à cette plateforme.
En 2017, les institutions partenaires ont décidé de développer la plateforme, ce qui s'est traduit en 2018 par la migration vers un nouveau logiciel et la création de e-newspaperarchives.ch. En avril 2019, l'International Image Interoperability Framework IIIF a été implémenté dans e-npa.ch pour tous les titres qui se trouvent dans le domaine public,.

## Publications
- Olivier Bauermeister et Pierre Louis Surchat, Schweizerische Landesbibliothek = le livre du centenaire : Bibliothèque nationale suisse = il libro del centenario : Biblioteca nazionale svizzera = il cudesch dal tschientenari : Biblioteca naziunala svizra : miscellanea, Berne : Bibliothèque nationale suisse, 1995.
- Schweizerische Nationalbibliothek - 125 Jahre = Bibliothèque nationale suisse - 125 ans = Biblioteca nazionale svizzera - 125 anni = Biblioteca naziunala svizra - 125 onns, Berne : Bibliothèque nationale suisse, 2020  (ISBN 9783908189022).